# Języki kreolskie na bazie angielskiego
Języki kreolskie na bazie języka angielskiego
| język                          | państwa                                    | liczba mówiących (w tys.) |
| ------------------------------ | ------------------------------------------ | ------------------------- |
| kreolski jamajski              | Jamajka                                    | 2000                      |
| kreolski gujański              | Gujana                                     | 800                       |
| kreolski hawajski              | Hawaje (USA)                               | 500                       |
| krio                           | Sierra Leone                               | 300                       |
| gullah                         | Georgia, Karolina Południowa (USA)         | 200                       |
| kreolski Belize                | Belize                                     | 100                       |
| kreolski hondurański           | Honduras                                   | 100                       |
| kreolski panamski              | Panama                                     | 100                       |
| sranan tongo                   | Surinam                                    | 100                       |
| tok pisin                      | Papua-Nowa Gwinea                          | 100                       |
| kreolski kostarykański         | Kostaryka                                  | 40                        |
| kreolski nikaraguański         | Wybrzeże Moskitów (Nikaragua)              | 20                        |
| kreolski kolumbijski           | dwie wyspy na wschód od wybrzeży Nikaragui | 10                        |
| bislama                        | Vanuatu, Wyspy Salomona                    | 6,4                       |
| kreolski bahamski              | Bahamy                                     |                           |
| kreolski Bioko                 | wyspa Bioko (Gwinea Równikowa)             |                           |
| djuka                          | Surinam                                    |                           |
| angielski kreolski trynidadzki | Trynidad                                   |                           |
| angielski kreolski tobadzki    | Tobago                                     |                           |
| kreolski Saint Kitts           | Saint Kitts i Nevis                        |                           |
| kreolski Wysp Dziewiczych      | Wyspy Dziewicze                            |                           |